# 下湯澤站
下湯澤站（日语：／ Shimo-Yuzawa eki */?）是位於秋田縣湯澤市成澤字上堤105番，東日本旅客鐵道（JR東日本）的奧羽本線車站。

## 歷史
- 1956年（昭和31年）11月28日：日本國有鐵道開設此站。
- 1979年（昭和54年）12月1日：成為簡易委託車站。可購買肢體殘障人士車票與行李託運[1][2]。
- 1987年（昭和62年）4月1日：伴隨國鐵分割民營化，車站由東日本旅客鐵道（JR東日本）營運。
- 2009年（平成21年）3月31日：成為無人車站。

## 車站構造
車站是一座地面車站，設有2面2線的相對式月台。車站大樓與各月台之間設有跨線橋連接。1號月台（上行本線）的南北兩邊都是直線路軌，沒有受到速度制限，但由於出發信號機只有單方向，因此不是一個一線通過的結構。
此站是由湯澤站管理的無人車站。

### 月台
| 月台 | 路線      | 上下行 | 方向     |
| ---- | --------- | ------ | -------- |
| 1    | ■奧羽本線 | 上行   | 新庄方面 |
| 2    | ■奧羽本線 | 下行   | 秋田方向 |

參考

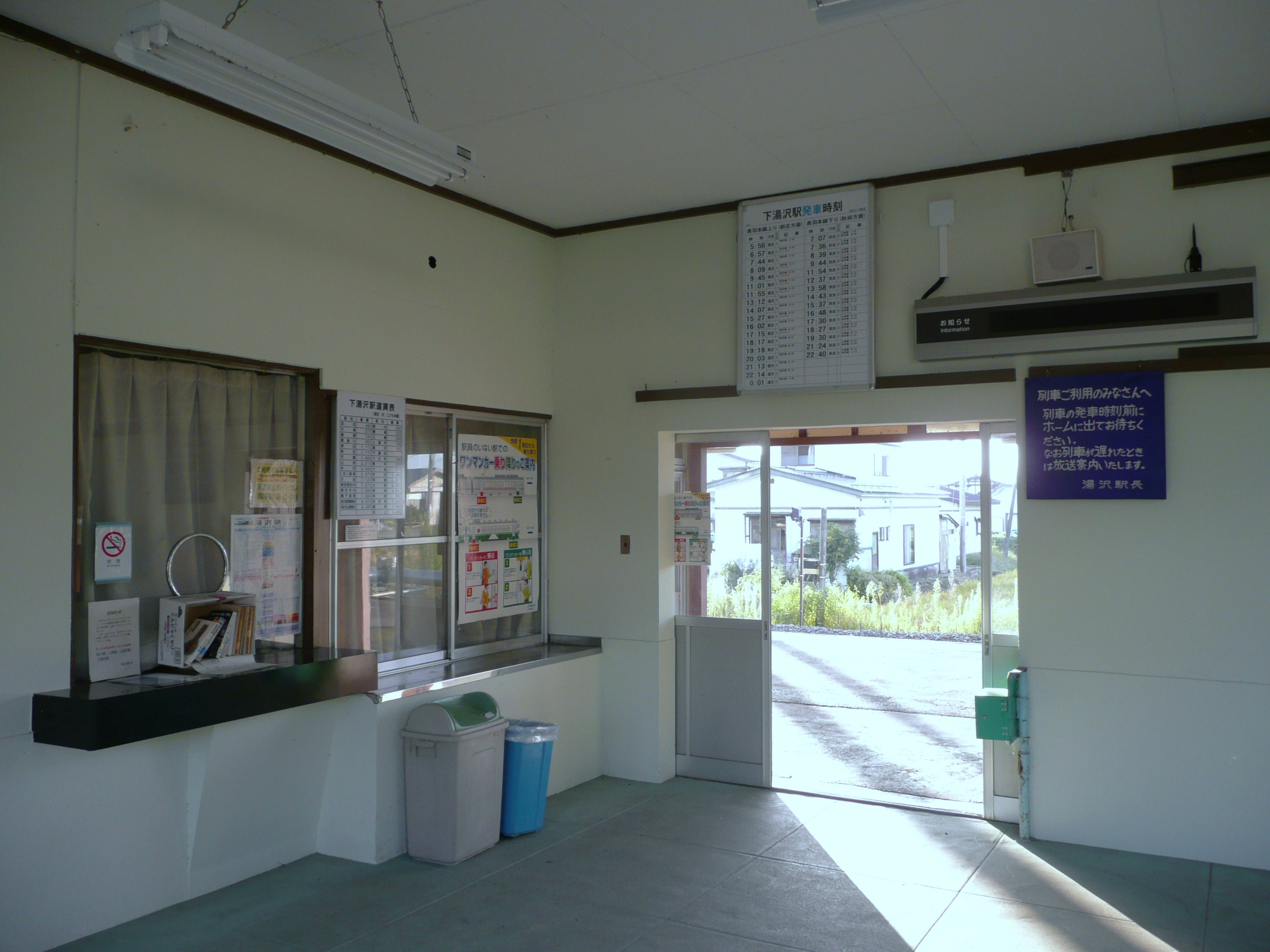
閘口
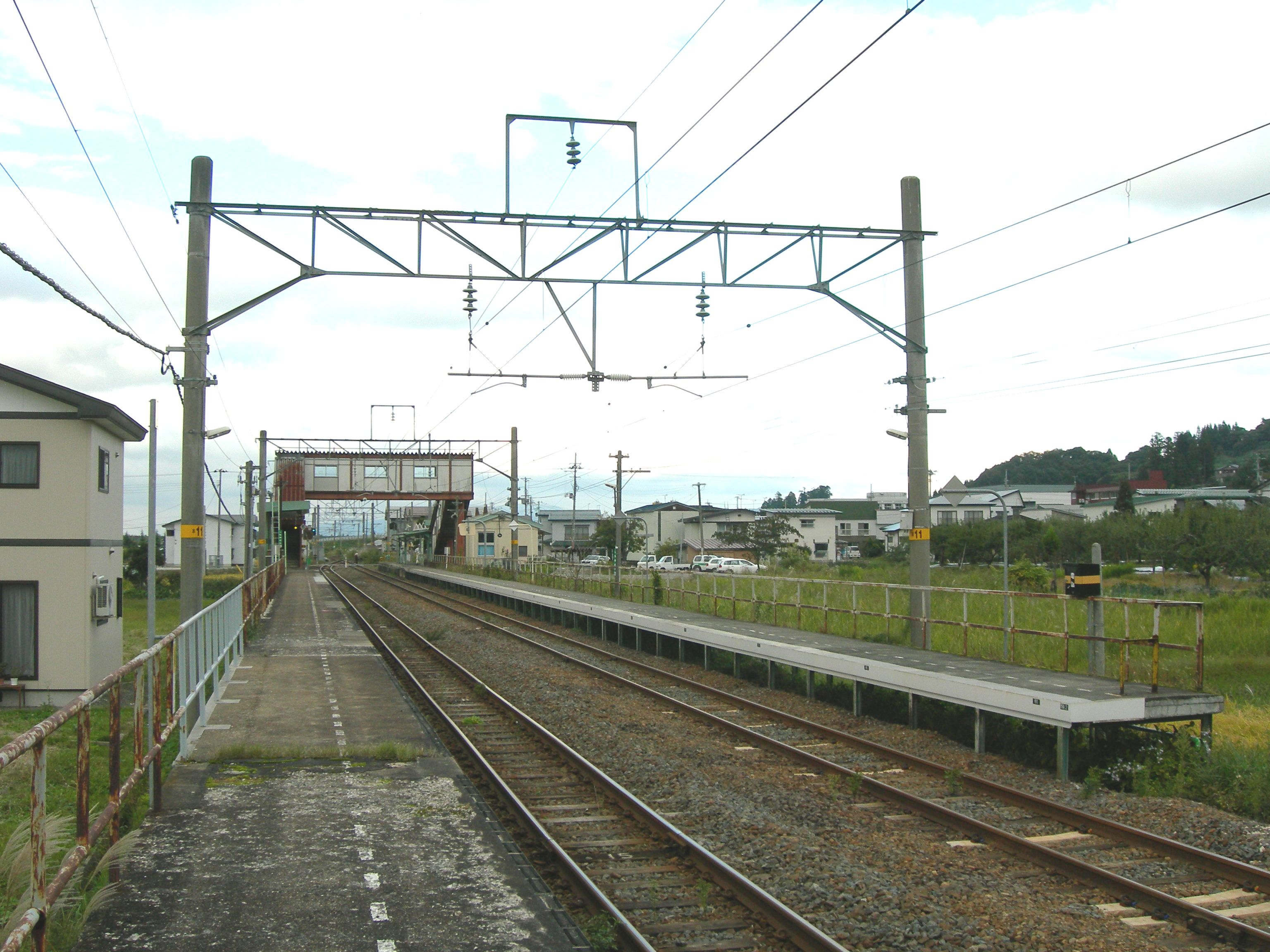
月台

## 使用狀況
以下列出乘車人次變化：
| 年度               | 1日平均 乘車人次 | 參考資料       |
| ------------------ | ---------------- | -------------- |
| 2000年（平成12年） | 45               | [ 利用客数 1 ] |
| 2001年（平成13年） | 46               | [ 利用客数 2 ] |
| 2002年（平成14年） | 44               | [ 利用客数 3 ] |
| 2003年（平成15年） | 33               | [ 利用客数 4 ] |
| 2004年（平成16年） | 35               | [ 利用客数 5 ] |
| 2005年（平成17年） | 34               | [ 利用客数 6 ] |
| 2006年（平成18年） | 55               | [ 利用客数 7 ] |
| 2007年（平成19年） | 50               | [ 利用客数 8 ] |

## 車站周邊

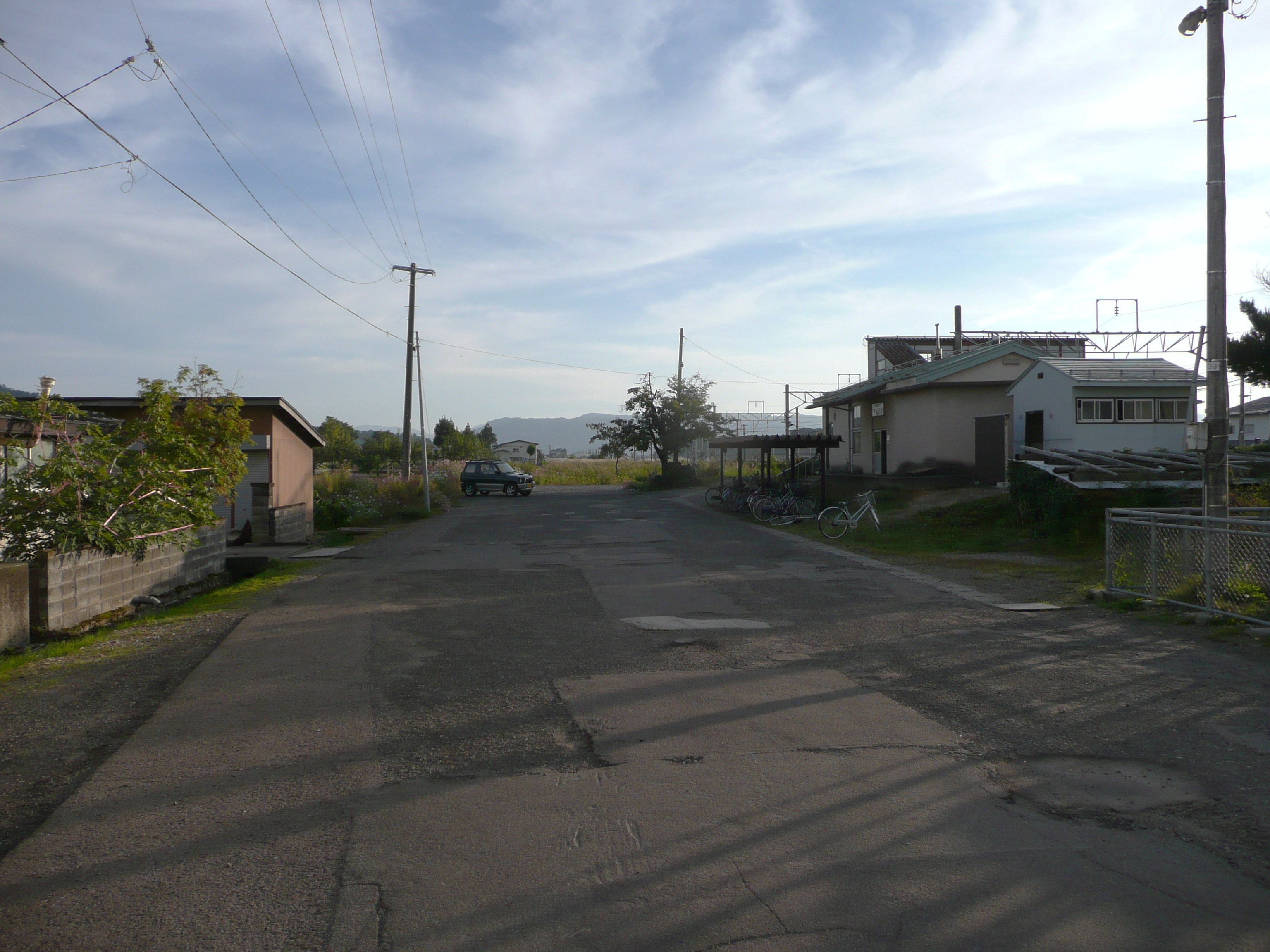
站前

- 千年公園（岩崎城（日语：岩崎城 (出羽国)）址）
- 湯澤市立岩崎小學
- 國道13號

## 相鄰車站
東日本旅客鐵道（JR東日本）
■奧羽本線
□快速
通過
■普通
湯澤－下湯澤－十文字

## 注腳

### 使用狀況
1. ↑  . 東日本旅客鉄道.   [2019-02-18]. （原始内容存档于2018-02-13） （日语）.
2. ↑  . 東日本旅客鉄道.   [2019-02-18]. （原始内容存档于2019-04-02） （日语）.
3. ↑  . 東日本旅客鉄道.   [2019-02-18]. （原始内容存档于2019-04-02） （日语）.
4. ↑  . 東日本旅客鉄道.   [2019-02-18]. （原始内容存档于2019-04-02） （日语）.
5. ↑  . 東日本旅客鉄道.   [2019-02-18]. （原始内容存档于2019-04-02） （日语）.
6. ↑  . 東日本旅客鉄道.   [2019-02-18]. （原始内容存档于2017-08-08） （日语）.
7. ↑  . 東日本旅客鉄道.   [2019-02-18]. （原始内容存档于2019-03-27） （日语）.
8. ↑  . 東日本旅客鉄道.   [2019-02-18]. （原始内容存档于2017-08-08） （日语）.

## 外部連結
- 車站資訊（下湯澤）：東日本旅客鐵道（日語）